# 革镇堡街道
革镇堡街道，是中华人民共和国辽宁省大連市甘井子區下辖的一个街道办事处。

## 行政区划
革镇堡街道下辖以下地区：
渤海社区居社区、中革镇堡村、后革镇堡村、夏家河子村、羊圈子村、棋盘子村和鞍子山村。